# Stade El Massira
Pour les articles homonymes, voir El Massira.
Le stade El Massira El Khadra (en arabe : ملعب المسيرة الخضراء) est un stade situé à Safi au Maroc et est le stade officiel de Olympique de Safi.
Il accueille les rencontres à domicile de l'équipe. Il a une capacité de 20 000 places. Il a été doté d'une pelouse synthétique en 2011.
Le stade a été construit par les autorités françaises, au temps du protectorat français au Maroc. Son nom "Al Massira" signifie "la marche" et fait référence à la Marche verte.